# یواس‌ان‌اس کلنل ویلیام جی اوبرایان (تی‌ای‌کی-۲۴۶)
یواس‌ان‌اس کلنل ویلیام جی اوبرایان (تی‌ای‌کی-۲۴۶) (به انگلیسی: USNS Colonel William J. O'Brien (T-AK-246)) یک کشتی بود. این کشتی  در سال ۱۹۴۵ ساخته شد.